# Kareem Abdul-Jabbar
Kareem Abdul-Jabbar (em árabe: كريم عبد الجبار; romaniz.: Kareem Abdul-Jabbar; /kəˈriːm æbˈduːl dʒəˈbɑːr/; kə-REEM-_-ab-DOOL-_-jə-BAR; nascido Ferdinand Lewis Alcindor Jr. em Nova Iorque, 16 de abril de 1947) é um ex-basquetebolista norte-americano que atuava como pivô, amplamente considerado como um dos maiores jogadores da história do basquete. Também foi ator, treinador de basquete e autor de best-sellers.
Durante sua carreira como jogador, Abdul-Jabbar foi seis vezes MVP da NBA, além de ter um recorde de 19 seleções para o All-Star Game. Em 1996, foi homenageado como um dos 50 Maiores Jogadores da História da NBA. O treinador Pat Riley e os jogadores Isiah Thomas e Julius Erving o chamaram de "melhor jogador de basquete de todos os tempos".
Depois de vencer 71 jogos consecutivos de basquete em sua equipe do ensino médio na cidade de Nova Iorque, Alcindor foi recrutado por Jerry Norman, o assistente técnico da UCLA. Por lá, atuou sob o comando do treinador John Wooden, foi tricampeão nacional consecutivo e três vezes MVP do Torneio da NCAA.
Selecionado pelo Milwaukee Bucks como a primeira escolha geral no Draft da NBA de 1969, Alcindor passou seis temporadas em Milwaukee. Depois de liderar os Bucks ao seu primeiro título da NBA aos 24 anos em 1971, ele adotou o nome muçulmano Kareem Abdul-Jabbar. Usando sua marca registrada "skyhook", se estabeleceu como um dos maiores cestinhas da liga. No ano de 1975 foi negociado com os Lakers, com quem jogou nas 14 últimas temporadas de sua carreira e venceu mais cinco títulos da NBA. As contribuições de Abdul-Jabbar foram um componente-chave na era "Showtime" do basquete dos Lakers. Ao longo de sua carreira de 20 anos na NBA, suas equipes conseguiram ir para os playoffs 18 vezes e chegaram às finais em 10 ocasiões.
No momento de sua aposentadoria aos 42 anos, em 1989, Abdul-Jabbar era o líder de todos os tempos da NBA em pontos marcados (38 387), jogos disputados (1 560), minutos jogados (57 446), mais cestas (15 837), mais cestas tentadas (28 307), arremessos bloqueados (3 189), rebotes defensivos (9 394), vitórias (1 074) e faltas (4 657). No entanto, os recordes de pontos marcados e minutos jogados foram superados por LeBron James em fevereiro de 2023 e dezembro de 2024, respectivamente. Ainda assim, Abdul-Jabbar está em terceiro lugar em todos os tempos em rebotes e tocos.
Em 2007, a ESPN o elegeu como o maior pivô de todos os tempos. Em 2008, o nomeou como o "melhor jogador da história do basquete universitário" e em 2016 o nomeou o segundo melhor jogador da história da NBA (atrás de Michael Jordan). Já em 2012, foi selecionado pela secretária de Estado, Hillary Clinton, para ser um embaixador cultural global dos EUA. Em 2016, o presidente Barack Obama lhe concedeu a Medalha Presidencial da Liberdade.

## Início da vida e carreira no ensino médio
Ferdinand Lewis Alcindor Jr. nasceu em Nova Iorque, filho único de Cora Lillian, uma lojista, e Ferdinand Lewis Alcindor Sr., policial de trânsito e músico de jazz. Ele cresceu no bairro de Inwood, em Upper Manhattan.
Alcindor era extraordinariamente grande e alto desde tenra idade. No nascimento, ele pesava 5,75 kg e tinha 57 cm de comprimento, e aos nove anos de idade já tinha 1m73cm de altura. Na oitava série (13-14 anos), ele cresceu para 2m03cm e já podia enterrar no basquete.
O jogador começou suas conquistas de recorde no basquete quando estava no ensino médio, onde liderou a equipe da Power Memorial Academy a três títulos católicos da cidade de Nova York, uma série de vitórias em 71 jogos e um recorde geral de 79-2. Isso lhe valeu um apelido, "A Torre do Poder". Seus 2 067 pontos totais foram um recorde do ensino médio na cidade de Nova Iorque. A equipe venceu o campeonato nacional de basquete masculino quando Alcindor estava na 10.ª e 11.ª séries e foi vice-campeã no último ano.
Alcindor tinha um relacionamento tenso com seu treinador. Em seu livro de 2017, Coach Wooden and Me, Abdul-Jabbar relata um incidente em que Donahue o chamou de negro.

## Carreira universitária
Alcindor não jogou durante seu primeiro ano na UCLA porque o "governo dos calouros" estava em vigor, embora sua proeza já fosse bem conhecida. Agora com 2m16cm de altura, ele estreou em segundo ano em 1966 e recebeu cobertura nacional: a Sports Illustrated o descreveu como "The New Superstar" depois de marcar 56 pontos em seu primeiro jogo. Ele foi o principal colaborador dos três anos de 88 vitórias e apenas duas derrotas da equipe: uma na Universidade de Houston, na qual Alcindor teve uma lesão ocular, e a outra na rival USC que jogou um "jogo parado" (ou seja, não havia cronômetro naquele dia; portanto, um time podia segurar a bola o tempo que quisesse antes de tentar marcar).

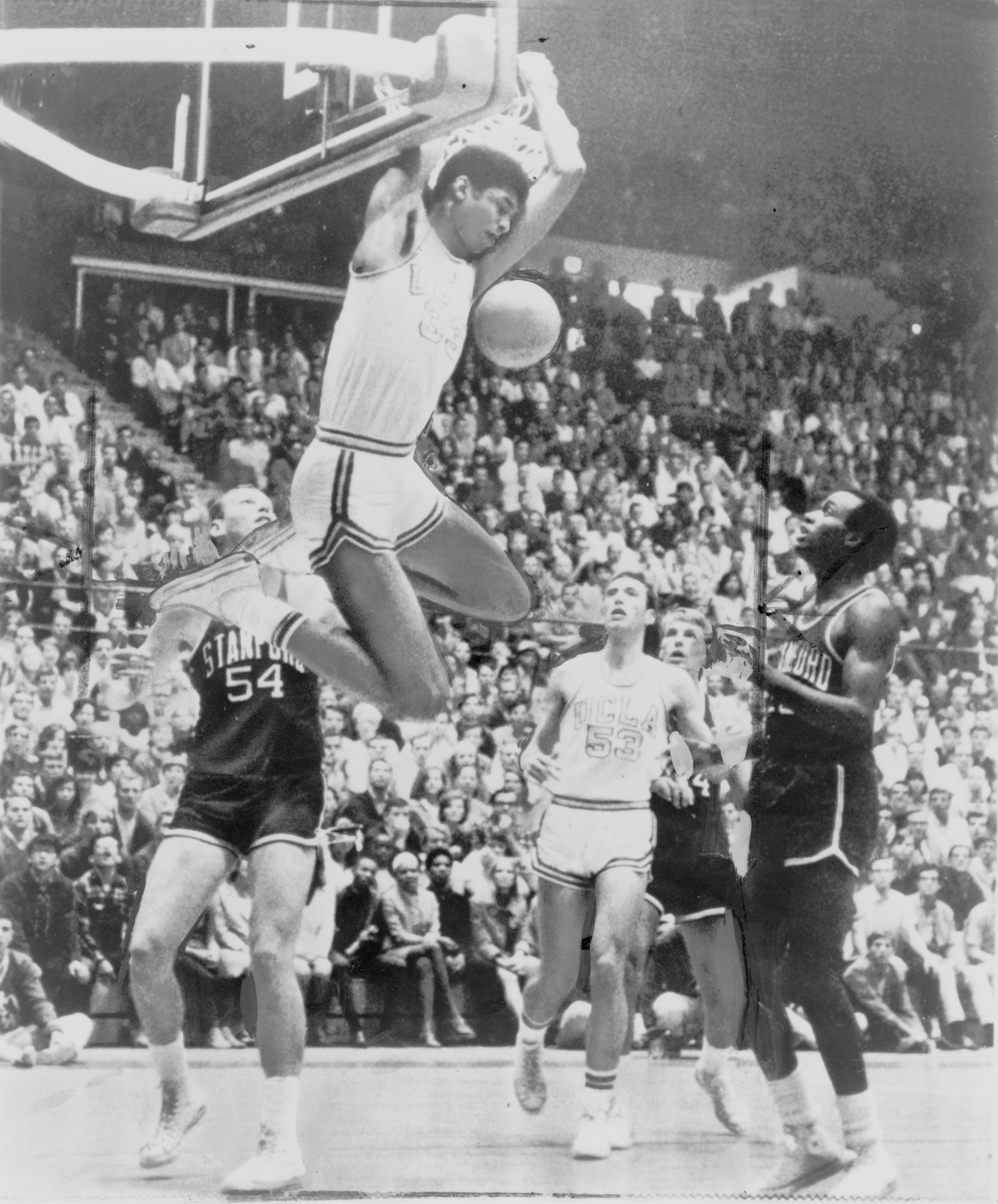
Alcindor com o dunk reverso de duas mãos durante uma vitória contra Stanford

Durante sua carreira universitária, Alcindor foi duas vezes nomeado Jogador do Ano (1967, 1969); foi três vezes chamado para Primeira Equipe All-American (1967–1969); jogou em três times campeões da NCAA (1967, 1968 e 1969); foi homenageado três vezes como o MVP do torneio da NCAA e se tornou o primeiro Jogador do Ano na Naismith College em 1969.
Em 1967 e 1968, ele também ganhou o USBWA College Player of the Year, que mais tarde se tornou o Oscar Robertson Trophy. Alcindor se tornou o único jogador a ganhar o prêmio de Jogador do Ano da Helms Foundation três vezes.
Alcindor considerou a transferência para a Universidade de Michigan por causa de promessas não cumpridas de recrutamento. Willie Naulls, jogador da UCLA, apresentou Alcindor e Lucius Allen ao atleta Sam Gilbert, que convenceu a dupla a permanecer na UCLA.
A enterrada foi proibida no basquete universitário após a temporada de 1967, principalmente por causa do uso dominante da jogada por Alcindor. A regra não foi revogada até a temporada 1976–77, que foi logo após a aposentadoria de Wooden.
Durante seu primeiro ano, Alcindor sofreu um arranhão na córnea esquerda em 12 de janeiro de 1968, em um jogo contra a Universidade da Califórnia quando foi atingido por Tom Henderson em uma batalha pelo rebote. Ele perderia os próximos dois jogos contra Stanford e Portland. Isso aconteceu logo antes do jogo contra o Houston. Sua córnea seria novamente arranhada durante sua carreira profissional, o que posteriormente o levou a usar óculos de proteção para os olhos.

### Conversão ao Islã e boicote olímpico de 1968
Durante o verão de 1968, Alcindor pregou a shahada duas vezes e se converteu ao islamismo sunita. Ele adotou o nome árabe Kareem Abdul-Jabbar, embora não tenha começado a usá-lo publicamente até 1971. Ele boicotou os Jogos Olímpicos de Verão de 1968, decidindo não participar do time de basquete olímpico masculino dos Estados Unidos, que ganhou o ouro com facilidade. A decisão de Alcindor de ficar em casa durante os Jogos de 1968 foi um protesto contra o tratamento desigual dos afro-americanos nos Estados Unidos.
Alcindor foi um dos únicos quatro jogadores que foi titular em três equipes campeãs da NCAA; os outros também jogaram com Wooden na UCLA: Henry Bibby, Curtis Rowe e Lynn Shackelford. Ele completou seus estudos e ganhou um Bacharel em Artes com especialização em história em 1969. Em seu tempo livre, praticava artes marciais. Ele estudou Jeet Kune Do com Bruce Lee.

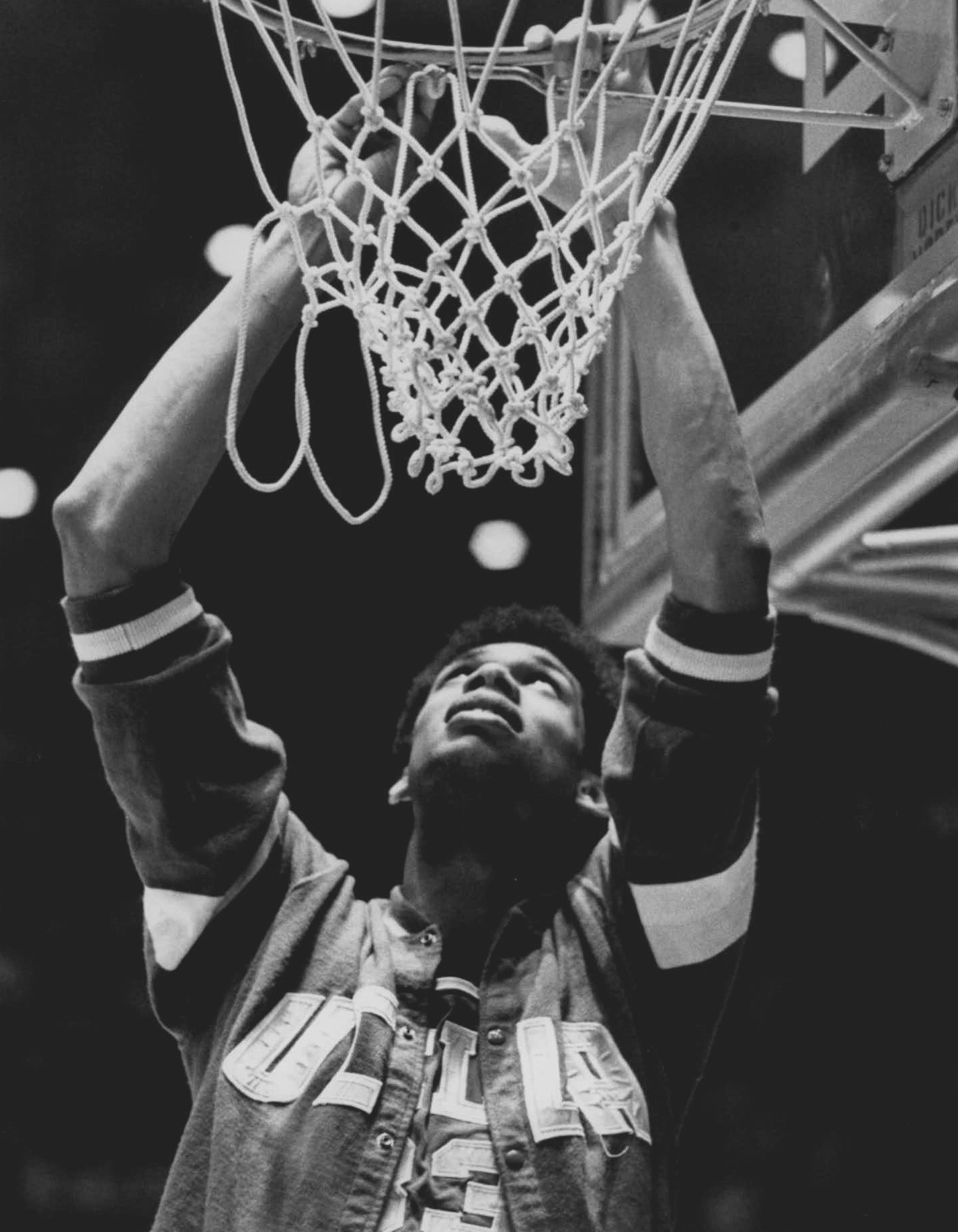
Alcindor realiza um corte na rede da cesta do Freedom Hall, em Louisville, em 1969, após uma vitória de 20 pontos sobre Purdue e o terceiro título consecutivo de UCLA

### Jogo do Século
Em 20 de janeiro de 1968, Alcindor e UCLA enfrentaram a Universidade de Houston do técnico Guy Lewis no primeiro jogo de basquete universitário da temporada regular televisionado nacionalmente com 52.693 participantes no Astrodome. 
O ala-pivô Elvin Hayes registrou 39 pontos e 15 rebotes, enquanto Alcindor, que sofreu um arranhão na córnea esquerda, ficou com apenas 15 pontos, enquanto Houston venceu por 71–69. A série de vitórias de 47 jogos dos Bruins terminou no que foi chamado de "Jogo do Século". 
Hayes e Alcindor tiveram uma revanche nas semifinais do Torneio da NCAA, onde a UCLA, com um saudável Alcindor, derrotou Houston por 101-69 no caminho para o título nacional. A Sports Illustrated publicou uma matéria de capa do jogo e usou a manchete: "A Vingança de Lew: A Rota de Houston".

## Carreira profissional

### Milwaukee Bucks (1969–1975)
O Harlem Globetrotters ofereceu a Alcindor US$ 1 milhão para jogar por eles, mas ele recusou e foi escolhido pelo Milwaukee Bucks como a primeira escolha no Draft da NBA de 1969. Ele também foi escolhido no draft da American Basketball Association pelo New York Nets. Os Nets acreditavam que tinham a vantagem de garantir os serviços da Alcindor porque ele era de Nova Iorque; no entanto, quando Alcindor disse aos Bucks e aos Nets que ele aceitaria apenas uma oferta de cada equipe, o Nets fez um lance muito baixo. Depois que Alcindor escolheu a oferta de US$ 1,4 milhão do Milwaukee Bucks, os Nets ofereceram US$ 3,25 milhões garantidos. Alcindor recusou a oferta, dizendo: "Uma guerra de licitações degrada as pessoas envolvidas. Isso me faria sentir como um vendedor ambulante de carne e não quero pensar assim".

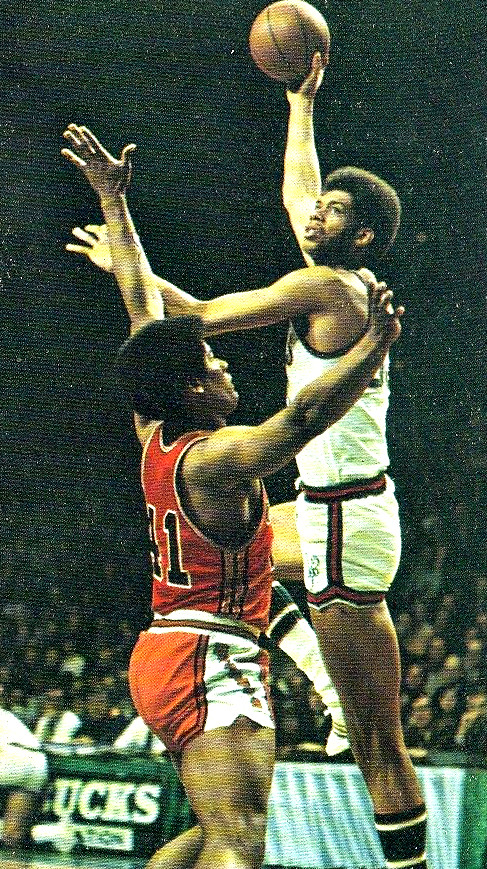
Alcindor exibindo o Sky Hook sobre Wes Unseld do Baltimore Bullets. O arremesso era quase impossível de bloquear.

A presença da Alcindor permitiu que os Bucks da temporada de 1969-70 conquistasse o segundo lugar na Conferência Leste da NBA com um recorde de 56-26. Em 21 de fevereiro de 1970, ele marcou 51 pontos em uma vitória de 140-127 sobre o Seattle SuperSonics. Alcindor foi uma estrela instantânea, ocupando o segundo lugar na liga em pontuação (28,8 ppg) e terceiro em rebote (14,5 rpg), pelo qual recebeu o título de Novato do Ano. No jogo decisivo contra os 76ers, ele registrou 46 pontos e 25 rebotes. Com isso, ele se junta a Wilt Chamberlain como o único novato a registrar pelo menos 40 pontos e 25 rebotes em um jogo de playoff. Até Jayson Tatum em 2018, Alcindor seria o único novato a ter 10 ou mais jogos de mais de 20 pontos marcados durante os playoffs.
Na temporada seguinte, os Bucks adquiriram Oscar Robertson. Milwaukee registrou o melhor recorde da liga com 66 vitórias na temporada de 1970–71, incluindo 20 vitórias consecutivas. Alcindor foi premiado com seu primeiro de seis prêmios de MVP da NBA, além de seu primeiro título de pontuação (31,7 ppg). Ele também liderou a liga em pontos totais com 2.596. Nos playoffs, os Bucks tiveram um recorde de 12-2 (incluindo uma varredura de quatro jogos sobre o Baltimore Bullets nas finais da NBA) e venceu o título, enquanto Alcindor foi nomeado MVP das Finais. Ele registrou 27 pontos, 12 rebotes e 7 assistências no Jogo 4 da série final.
Em 1º de maio de 1971, um dia após os Bucks vencerem o título da NBA, ele adotou o nome muçulmano Kareem Abdul-Jabbar (em árabe: كريم عبد الجبار, Karīm Abd al-Jabbār), sua tradução é: "nobre servo do Todo-Poderoso [ou seja, servo de Allah]". Ele se converteu ao Islã enquanto estava na UCLA.
Abdul-Jabbar permaneceu uma força dominante nos Bucks. No ano seguinte, ele foi novamente campeão de pontos com 2.822 pontos no total e foi nomeado MVP da NBA. Ele ajudou os Bucks a ser líder de divisão por quatro anos seguidos. Na temporada de 1973–74, Abdul-Jabbar ganhou seu terceiro Prêmio de MVP em cinco anos e estava entre os cinco principais jogadores da NBA em pontuação (terceiro com 27,0 ppg), rebote (quarto com 14,5 rpg) e chutes bloqueados (segundo com 283).

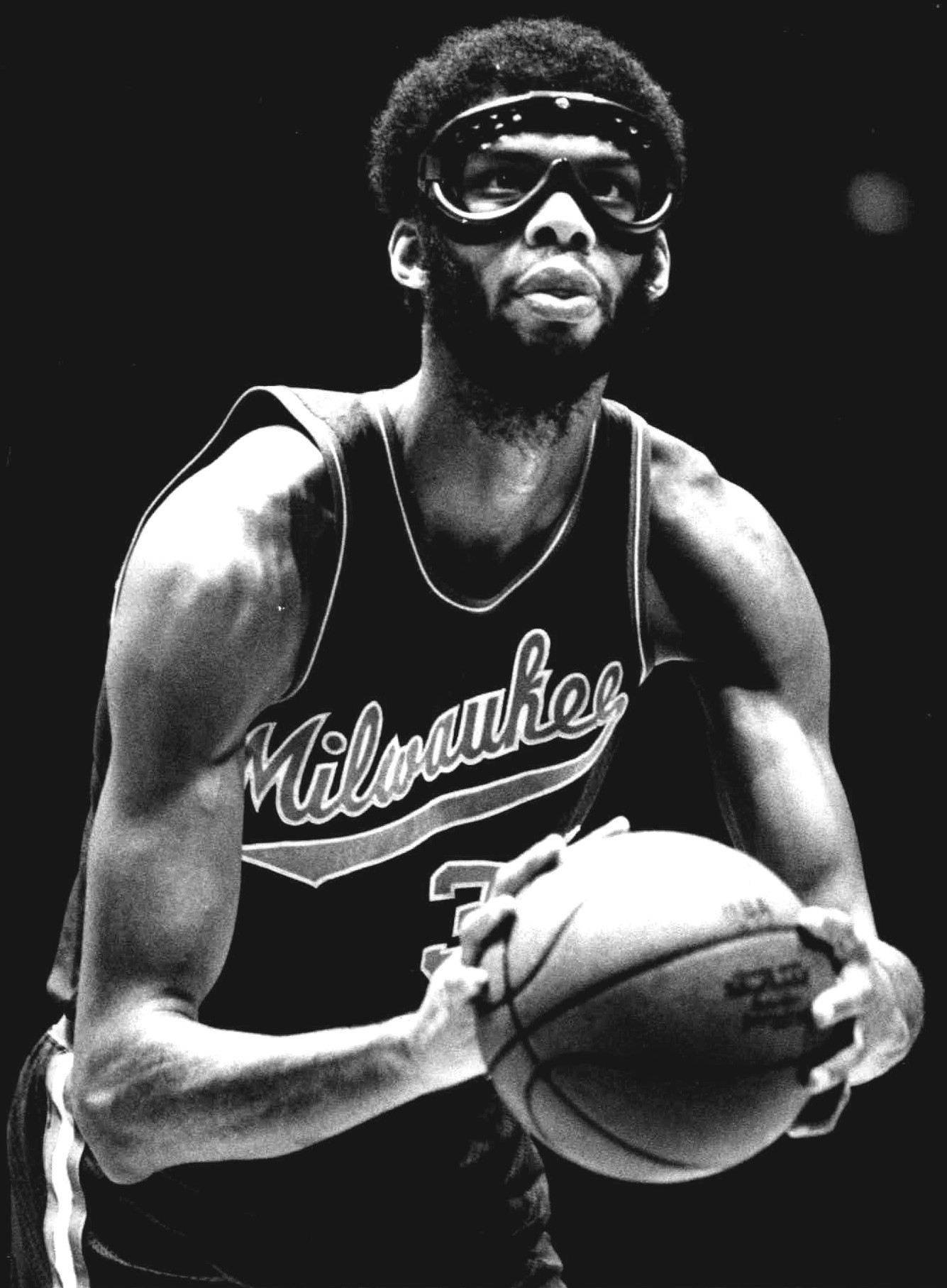
Abdul-Jabbar na linha de lance livre. Ele começou a usar óculos para evitar danos às córneas.

Abdul-Jabbar permaneceu relativamente livre de lesões ao longo de sua carreira na NBA, mas duas vezes quebrou uma de suas mãos. O primeiro incidente ocorreu durante um jogo da pré-temporada em 1974, quando ele foi atingido com força e arranhou os olhos; isso o irritou o suficiente para dar um soco no poste de apoio da cesta. Ele voltou depois de perder os 16 primeiros jogos da temporada e começou a usar óculos de proteção. No segundo incidente, ele jogava no Los Angeles Lakers e quebrou a mão durante o jogo de abertura da temporada de 1977–78. Dois minutos depois, Abdul-Jabbar deu um soco em Kent Benson, de Milwaukee, em retaliação por uma cotovela; o soco quebrou a mandíbula de Benson. Como resultado da lesão na mão, Abdul-Jabbar ficou fora por dois meses e a liga decidiu não suspendê-lo.
Embora Abdul-Jabbar sempre falasse bem de Milwaukee e de seus fãs, ele disse que estar no Centro-Oeste não atendia às suas necessidades culturais. Em outubro de 1974, ele solicitou uma troca para o New York Knicks ou para o Los Angeles Lakers.

### Los Angeles Lakers (1975–1989)
Em 1975, os Lakers adquiriram Abdul-Jabbar e Walt Wesley, dos Bucks, em troca de Elmore Smith, Brian Winters, Dave Meyers e Junior Bridgeman. Na temporada de 1975–76, sua primeira nos Lakers, ele teve uma temporada dominante, com média de 27,7 pontos por jogo e liderando a liga em rebotes e bloqueios. Seus 1 111 rebotes defensivos continuam sendo o recorde da NBA em uma única temporada (os rebotes defensivos não foram registrados antes da temporada de 1973–74). Ele ganhou seu quarto prêmio de MVP, mas perdeu a pós-temporada pelo segundo ano consecutivo.
Depois que se juntou aos Lakers, Abdul-Jabbar começou a usar óculos (ele os abandonou brevemente na temporada de 1979–80). Anos de batalhas na NBA, sendo atingido e arranhado no rosto no processo, causaram danos aos seus olhos e ele desenvolveu a síndrome da erosão da córnea, onde os olhos começam a secar facilmente e deixam de produzir umidade. Ele perdeu um jogo na temporada de 1986–87, quando seus olhos secaram e incharam.

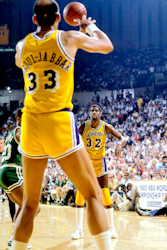
Abdul-Jabbar (33) recebendo um passe de Magic Johnson durante as finais da NBA de 1985

Na temporada de 1976-77, Abdul-Jabbar teve outro desempenho forte. Ele em segundo na liga em rebotes e chutes bloqueados e em terceiro em pontos por jogo. Ele ajudou a levar os Lakers ao melhor recorde da NBA e ganhou seu quinto prêmio de MVP. Nos playoffs, os Lakers venceu o Golden State Warriors nas semis-finais da Conferência Oeste, iniciando um confronto com o Portland Trail Blazers. O resultado foi uma partida memorável, colocando Abdul-Jabbar contra um jovem Bill Walton. Embora Abdul-Jabbar tenha dominado a série estatisticamente, Walton e os Trail Blazers varreram os Lakers.
Abdul-Jabbar permaneceu com um desempenho forte durante as próximas duas temporadas, sendo nomeado para a Segunda-Equipe da NBA duas vezes, para a Primeira-Equipe Defensiva uma vez e para a Segunda-Equipe Defensiva. Os Lakers, no entanto, continuou a ser frustrado nos playoffs, sendo eliminado pelo Seattle SuperSonics em 1978 e 1979.
Em 1979, os Lakers selecionaram Magic Johnson como a primeira escolha geral no Draft de 1979. O Draft preparou o caminho para os Lakers serem a equipe mais dominante da década de 1980, aparecendo na final em oito vezes e vencendo cinco títulos da NBA. Individualmente, embora Abdul-Jabbar não fosse o jogador dominante que ele havia sido na década de 1970, ele passou por vários momentos de destaque. Entre eles, estava o seu sexto prêmio de MVP em 1980, mais quatro nomeações para a Primeira-Equipe da NBA, mais duas nomeações para Primeira-Equipe Defensiva, o Prêmio de MVP da Final de 1985 e, em 5 de abril de 1984, ele quebrou o recorde de Wilt Chamberlain de mais pontos na carreira.
Enquanto estava em Los Angeles, Abdul-Jabbar começou a fazer yoga em 1976 para melhorar sua flexibilidade e isso era notável por seu regime de condicionamento físico. Ele diz: "Não não teria jogado por tanto tempo sem yoga".

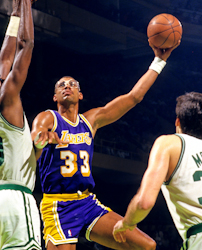
Abdul-Jabbar contra o Boston Celtics na década de 1980

Em 1983, a casa de Abdul-Jabbar pegou fogo. Muitos de seus pertences, incluindo sua amada coleção de LPs de Jazz com cerca de 3.000 álbuns, foram destruídos. Muitos fãs dos Lakers enviaram álbuns, o que ele achou animador.
Em 28 de junho de 1989, Abdul-Jabbar tinha 42 anos quando anunciou que se aposentaria no final da temporada depois de 20 anos na NBA. Em sua "turnê de aposentadoria", ele recebeu aplausos em pé em todos os jogos e presentes que variavam de um iate que dizia "Capitão Skyhook" a um tapete afegão. Em sua biografia My Life, Magic Johnson lembra que muitas lendas dos Lakers e dos Celtics participaram do jogo de despedida de Abdul-Jabbar. Todos os jogadores usavam os óculos que eram marca registrada de Abdul-Jabbar e tiveram que tentar um Sky Hook pelo menos uma vez, o que levou a resultados cômicos.
Os Lakers chegou às finais da NBA em cada uma das três últimas temporadas de Abdul-Jabbar, derrotando Boston em 1987 e Detroit em 1988. Eles perderam para os Pistons em quatro jogos na última temporada.
No momento de sua aposentadoria, Abdul-Jabbar detinha o recorde de mais jogos disputados na NBA; isso seria mais tarde quebrado por Robert Parish. Ele também foi o recordista de pontos (38 387), mais cestas (15 837) e mais minutos jogados (57 446).

### Carreira pós-NBA
Abdul-Jabbar estava interessado em ser treinador desde sua aposentadoria e, dada a influência que exercia sobre a liga, ele achava que a oportunidade se apresentaria. No entanto, ele havia desenvolvido uma reputação de introvertido e carrancudo. Ele não falava com a imprensa, o que levou à impressão de que ele não gostava de jornalistas.
Abdul-Jabbar acredita que sua reticência, seja por desdém pela imprensa ou simplesmente por introversão, contribuiu para a escassez de oportunidades oferecidas a ele pela NBA. Em suas palavras, ele disse que tinha uma mentalidade que não poderia superar e prosseguiu sua carreira alheio ao efeito que sua reticência poderia ter sobre suas perspectivas futuras de treinador. Abdul-Jabbar disse: "Eu não entendi que também havia afetado as pessoas dessa maneira e era disso que se tratava. Sempre vi como se tentassem forçar. Eu suspeitava demais e pagava um preço por isso."
Desde que começou a fazer lobby para uma posição de treinador em 1995, ele conseguiu obter apenas empregos de assistente e olheiro na NBA, e uma posição de treinador principal apenas em uma liga profissional menor.
Abdul-Jabbar trabalhou como assistente do Los Angeles Clippers e do Seattle SuperSonics, ajudando na mentoria de jovens pivôs como Michael Olowokandi e Jerome James. Ele foi o treinador principal do Oklahoma Storm da United States Basketball League em 2002, liderando o time ao título da liga naquela temporada, mas ele não conseguiu a posição de treinador principal na Universidade de Columbia um ano depois. Ele então trabalhou como olheiro para o New York Knicks. Ele voltou ao Lakers como assistente técnico especial de Phil Jackson por seis temporadas (2005–2011). Abdul-Jabbar também atuou como treinador voluntário na Alchesay High School, na Reserva Indígena Fort Apache em Whiteriver, Arizona, em 1998.
Em 2016, ele fez uma homenagem ao amigo Muhammad Ali junto com Chance the Rapper. Ele também é coautor de uma revista em quadrinhos publicada pela Titan Comics, intitulada Mycroft Holmes e o Apocalypse Handbook.

## Perfil do jogador
No ataque, Abdul-Jabbar era uma ameaça dominante. Em contraste com outros pivôs como Wilt Chamberlain, Artis Gilmore ou Shaquille O'Neal, Abdul-Jabbar era um jogador relativamente magro, medindo 2,18 m de altura e pesando apenas 102 kg. No entanto, ele compensou sua relativa falta de massa, mostrando elegância e força, e ficou famoso por seu arremesso ambidestro que ficou conhecido como Skyhook. Ao contrário de outros pivôs, Abdul-Jabbar também poderia acertar seus lances livres, terminando com uma média  de 72%.
Abdul-Jabbar manteve uma presença dominante na defesa. Ele foi selecionado para a Equipe-Defensiva da NBA por onze vezes. Ele frustrou os oponentes com sua capacidade superior de bloqueio, tendo uma média de 2,6 por jogo. Após as pancadas sofridas no início de sua carreira, sua média de rebotes caiu para seis ou oito por jogo nos últimos anos.
Como companheiro de equipe, Abdul-Jabbar exalava liderança natural e era carinhosamente chamado de "cap" ou "capitão" por seus colegas. Ele tinha um temperamento equilibrado, o que Riley disse que o tornava acolhedor. Um regime de condicionamento físico rigoroso fez dele um dos jogadores mais duráveis de todos os tempos.

## Legado
Abdul-Jabbar é o segundo maior pontuador da história da NBA com 38.387 pontos e ganhou seis prêmios de MVP da liga. Ele ganhou seis títulos, dois prêmios de MVP das Finais, 15 seleções para a Primeira ou Segunda Equipe NBA, segundo em convocações para o All-Star da NBA com 19 e uma média de 24,6 pontos, 11,2 rebotes, 3,6 assistências e 2,6 bloqueios por jogo. Ele é classificado como o terceiro maior reboteiro da história da NBA (17.440). Ele também é o terceiro de todos os tempos em bloqueios (3.189), o que é ainda mais impressionante porque esse status não havia sido registrado até o quarto ano de sua carreira (1974).
Abdul-Jabbar combinou o domínio durante o pico de sua carreira com a longevidade e a excelência sustentada ao longo dos anos. Ele creditou a Bruce Lee o ensino "da disciplina e espiritualidade das artes marciais, que foi o grande responsável por eu ser capaz de jogar competitivamente na NBA por 20 anos com muito poucos ferimentos". Depois de reivindicar seu sexto e último MVP em 1980, Abdul-Jabbar continuou com uma média acima de 20 pontos nas seis temporadas seguintes, incluindo 23 pontos por jogo em sua 17ª temporada aos 38 anos. 
Ele é considerado um dos melhores pivôs de todos os tempos, e especialistas de ligas e lendas do basquete freqüentemente o mencionavam quando consideravam o melhor jogador de todos os tempos. O ex-técnico dos Lakers, Pat Riley, disse uma vez: "Por que julgar mais? Quando um homem bate recordes, venceu títulos, sofreu críticas e responsabilidades tremendas, por que julgar? Vamos brindá-lo como o melhor jogador de todos os tempos". Isiah Thomas comentou: "Se eles dizem que os números não mentem, então Kareem é o melhor de todos os tempos". Julius Erving, em 2013, disse: "Em termos de jogadores de todos os tempos, Kareem ainda é o cara número um. Ele é o cara com quem você deve começar sua franquia". Em 2015, a ESPN nomeou Abdul-Jabbar o melhor pivô da história da NBA e o classificou em segundo lugar, atrás de Michael Jordan entre os melhores jogadores da NBA de todos os tempos.

## Estatísticas na NBA
| † | Campeão da NBA           |
|   | Líder da Liga            |
|   | MVP da Temporada Regular |
|   | MVP de Finais            |

### Temporada regular
| Ano      | Equipe     | PJ    | PT  | MPJ  | AP   | 3P   | LL   | RT   | AS  | BR  | TO  | PPJ  |
| -------- | ---------- | ----- | --- | ---- | ---- | ---- | ---- | ---- | --- | --- | --- | ---- |
| 1969-70  | Milwaukee  | 82    | -   | 43.1 | .518 | -    | .653 | 14.5 | 4.1 | -   | -   | 28.8 |
| 1970-71  | Milwaukee† | 82    | -   | 40.1 | .577 | -    | .690 | 16.0 | 3.3 | -   | -   | 31.7 |
| 1971-72  | Milwaukee  | 81    | -   | 44.2 | .574 | -    | .689 | 16.6 | 4.6 | -   | -   | 34.8 |
| 1972-73  | Milwaukee  | 76    | -   | 42.8 | .554 | -    | .713 | 16.1 | 5.0 | -   | -   | 30.2 |
| 1973-74  | Milwaukee  | 81    | -   | 43.8 | .539 | -    | .702 | 14.5 | 4.8 | 1.4 | 3.5 | 27.0 |
| 1974-75  | Milwaukee  | 65    | -   | 42.3 | .513 | -    | .763 | 14.0 | 4.1 | 1.0 | 3.3 | 30.0 |
| 1975-76  | Lakers     | 82    | 82  | 41.2 | .529 | -    | .703 | 16.9 | 5.0 | 1.5 | 4.1 | 27.7 |
| 1976-77  | Lakers     | 82    | 82  | 41.2 | .579 | -    | .701 | 13.3 | 3.9 | 1.2 | 3.2 | 26.2 |
| 1977-78  | Lakers     | 62    | -   | 36.8 | .550 | -    | .783 | 12.9 | 4.3 | 1.7 | 3.0 | 25.8 |
| 1978-79  | Lakers     | 80    | -   | 39.5 | .577 | -    | .736 | 12.8 | 5.4 | 1.0 | 4.0 | 23.8 |
| 1979-80  | Lakers†    | 82    | -   | 38.3 | .604 | .000 | .765 | 10.8 | 4.5 | 1.0 | 3.4 | 24.8 |
| 1980-81  | Lakers     | 80    | -   | 37.2 | .574 | .000 | .766 | 10.3 | 3.4 | .7  | 2.9 | 26.2 |
| 1981-82  | Lakers†    | 76    | 76  | 35.2 | .579 | .000 | .706 | 8.7  | 3.0 | .8  | 2.7 | 23.9 |
| 1982-83  | Lakers     | 79    | 79  | 32.3 | .588 | .000 | .749 | 7.5  | 2.5 | .8  | 2.2 | 21.8 |
| 1983-84  | Lakers     | 80    | 80  | 32.8 | .578 | .000 | .723 | 7.3  | 2.6 | .7  | 1.8 | 21.5 |
| 1984-85  | Lakers†    | 79    | 79  | 33.3 | .599 | .000 | .732 | 7.9  | 3.2 | .8  | 2.1 | 22.0 |
| 1985-86  | Lakers     | 79    | 79  | 33.3 | .564 | .000 | .765 | 6.1  | 3.5 | .8  | 1.6 | 23.4 |
| 1986-87  | Lakers†    | 78    | 78  | 31.3 | .564 | .333 | .714 | 6.7  | 2.6 | .6  | 1.2 | 17.5 |
| 1987-88  | Lakers†    | 80    | 80  | 28.9 | .532 | .000 | .762 | 6.0  | 1.7 | .6  | 1.2 | 14.6 |
| 1988-89  | Lakers     | 74    | 74  | 22.9 | .475 | .000 | .739 | 4.5  | 1.0 | .5  | 1.1 | 10.1 |
| Carreira | Carreira   | 1,560 | 789 | 36.8 | .559 | .056 | .721 | 11.2 | 3.6 | .9  | 2.6 | 24.6 |
| All-Star | All-Star   | 19    | 13  | 24.9 | .493 | .000 | .820 | 8.3  | 2.8 | .4  | 2.1 | 13.9 |

### Playoffs
| Ano      | Equipe     | PJ  | PT | MPJ  | AP   | 3P   | LL   | RT   | AS  | BR  | TO  | PPJ  |
| -------- | ---------- | --- | -- | ---- | ---- | ---- | ---- | ---- | --- | --- | --- | ---- |
| 1970     | Milwaukee  | 10  | -  | 43.5 | .567 | -    | .733 | 16.8 | 4.1 | -   | -   | 35.2 |
| 1971     | Milwaukee† | 14  | -  | 41.2 | .515 | -    | .673 | 17.0 | 2.5 | -   | -   | 26.6 |
| 1972     | Milwaukee  | 11  | -  | 46.4 | .437 | -    | .704 | 18.2 | 5.1 | -   | -   | 28.7 |
| 1973     | Milwaukee  | 6   | -  | 46.0 | .428 | -    | .543 | 16.2 | 2.8 | -   | -   | 22.8 |
| 1974     | Milwaukee  | 16  | -  | 47.4 | .557 | -    | .736 | 15.8 | 4.9 | 1.3 | 2.4 | 32.2 |
| 1977     | Lakers     | 11  | -  | 42.5 | .607 | -    | .725 | 17.7 | 4.1 | 1.7 | 3.5 | 34.6 |
| 1978     | Lakers     | 3   | -  | 44.7 | .521 | -    | .556 | 13.7 | 3.7 | .7  | 4.0 | 27.0 |
| 1979     | Lakers     | 8   | -  | 45.9 | .579 | -    | .839 | 12.6 | 4.8 | 1.0 | 4.1 | 28.5 |
| 1980     | Lakers†    | 15  | -  | 41.2 | .572 | .000 | .790 | 12.1 | 3.1 | 1.1 | 3.9 | 31.9 |
| 1981     | Lakers     | 3   | -  | 44.7 | .462 | .000 | .714 | 16.7 | 4.0 | 1.0 | 2.7 | 26.7 |
| 1982     | Lakers†    | 14  | -  | 35.2 | .520 | .000 | .632 | 8.5  | 3.6 | 1.0 | 3.2 | 20.4 |
| 1983     | Lakers     | 15  | -  | 39.2 | .568 | .000 | .755 | 7.7  | 2.8 | 1.1 | 3.7 | 27.1 |
| 1984     | Lakers     | 21  | -  | 36.5 | .555 | .000 | .750 | 8.2  | 3.8 | 1.1 | 2.1 | 23.9 |
| 1985     | Lakers†    | 19  | 19 | 32.1 | .560 | .000 | .777 | 8.1  | 4.0 | 1.2 | 1.9 | 21.9 |
| 1986     | Lakers     | 14  | 14 | 34.9 | .557 | .000 | .787 | 5.9  | 3.5 | 1.1 | 1.7 | 25.9 |
| 1987     | Lakers†    | 18  | 18 | 31.1 | .530 | .000 | .795 | 6.8  | 2.0 | .4  | 1.9 | 19.2 |
| 1988     | Lakers†    | 24  | 24 | 29.9 | .464 | .000 | .789 | 5.5  | 1.5 | .6  | 1.5 | 14.1 |
| 1989     | Lakers     | 15  | 15 | 23.4 | .463 | .000 | .721 | 3.9  | 1.3 | .3  | .7  | 11.1 |
| Carreira | Carreira   | 237 | 90 | 37.3 | .533 | .000 | .740 | 10.5 | 3.2 | 1.0 | 2.4 | 24.3 |

## Prêmio e homenagens

### Como jogador
- Membro do Naismith Basketball Hall of Fame: 1995
- National Basketball Association:
  - 6x Campeão da NBA: 1971, 1980, 1982, 1985, 1987 e 1988
    - 2x NBA Finals Most Valuable Player (MVP das Finais): 1971 e 1985

  - 6x NBA Most Valuable Player (MVP): 1971, 1972, 1974, 1976, 1977 e 1980
  - 2x NBA Scoring Champion: 1971 e 1972
  - NBA Rookie of the Year: 1970
  - 19x NBA All-Star: 1970, 1971, 1972, 1973, 1974, 1975, 1976, 1977, 1979, 1980, 1981, 1982, 1983, 1984, 1985, 1986,  1987, 1988 e 1989
  - 15x All-NBA Team:
    - Primeiro Time: 1971, 1972, 1973, 1974, 1976, 1977, 1980, 1981, 1984 e 1986
    - Segundo Time: 1970, 1978, 1979, 1983 e 1985

  - 11x NBA All-Defensive Team:
    - Primeiro Time: 1974, 1975, 1979, 1980 e 1981
    - Segundo Time: 1970, 1971, 1976, 1977, 1978 e 1984

  - Maior Reboteiro da NBA: 1976
  - 4x líder em tocos/bloqueios da NBA: 1975, 1976, 1979 e 1980
  - Um dos 50 grandes jogadores da história da NBA
  - Um dos 75 maiores jogadores da história da NBA
  - "Atleta Masculino do Ano" da Sports Illustrated: 1985
  - 2º lugar no ranking da ESPN dos 100 maiores jogadores da NBA
  - Número 33 aposentado por UCLA, Milwaukee Bucks e Los Angeles Lakers
  - Tem uma estátua sua no Staples Center, casa dos Los Angeles Lakers

### Recordes individuais =
- Maior número de MVP's da liga: 6
- Segundo maior cestinha  da história da NBA: 38.387 pontos;
- Segundo maior número de seleções para o NBA All-Star Game: 19
- Maior número de arremessos (dois ou três pontos) convertidos: 15.837 cestas
- Maior número de minutos jogados na história da NBA: 57.446 minutos
- Possui 7 recordes no NBA All-Star Game e outros 8 em playoffs
- Primeiro jogador a jogar 20 temporadas na liga

### College
- - National Collegiate Basketball Hall of Fame: 2007
- 3x Campeão da NCAA: 1967, 1968 e 1969
- Naismith College Player of the Year: 1969
- 3x Melhor Jogador da NCAA: 1967, 1968 e 1969
- 2x Prêmio da Associated Press de melhor jogador do College: 1967 e 1969
  - 3x All-American:
    - Primeiro time: 1967, 1968 e 1969

### Como auxiliar técnico
- National Basketball Association:
  - 2x Campeão da NBA: 2008–09 e 2009–10

## Filme e televisão

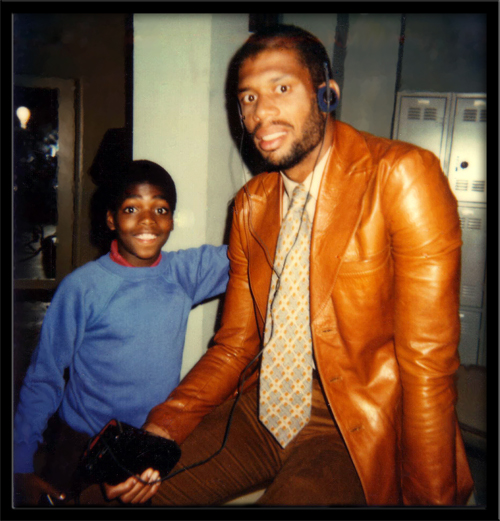
O ator Shavar Ross e Abdul-Jabbar no set de Diff'rent Strokes, por volta de 1982

Um episódio do Black Journal produzido pela WNET e transmitido em 2 de maio de 1972 mostra Kareem Abdul Jabbar discutindo do seu boicote às Olimpíadas de 1968 à sua prática da religião islâmica.
Jogar em Los Angeles facilitou a tentativa de Abdul-Jabbar de atuar. Ele estreou no cinema em 1972, em Game of Death, de Bruce Lee, no qual seu personagem Hakim luta com Billy Lo (interpretado por Lee).
Em 1980, ele interpretou o co-piloto Roger Murdock em Airplane!. Abdul-Jabbar tem uma cena em que um menino olha para ele e observa que ele é de fato Abdul-Jabbar. Ele afirma que é apenas Roger Murdock, co-piloto de uma companhia aérea, mas o garoto continua insistindo que Abdul-Jabbar é "o melhor", mas que, segundo o pai, ele não "trabalha duro na defesa e nunca realmente se esforça, exceto durante os playoffs". Isso faz com que o personagem de Abdul-Jabbar surja: "Diga ao velho homem que eu arrasto Bill Walton e Bob Lanier para cima e para baixo na quadra por 48 minutos". Quando Murdock perde a consciência mais tarde no filme, ele cai nos controles usando os óculos de Abdul-Jabbar e os shorts amarelos dos Lakers.

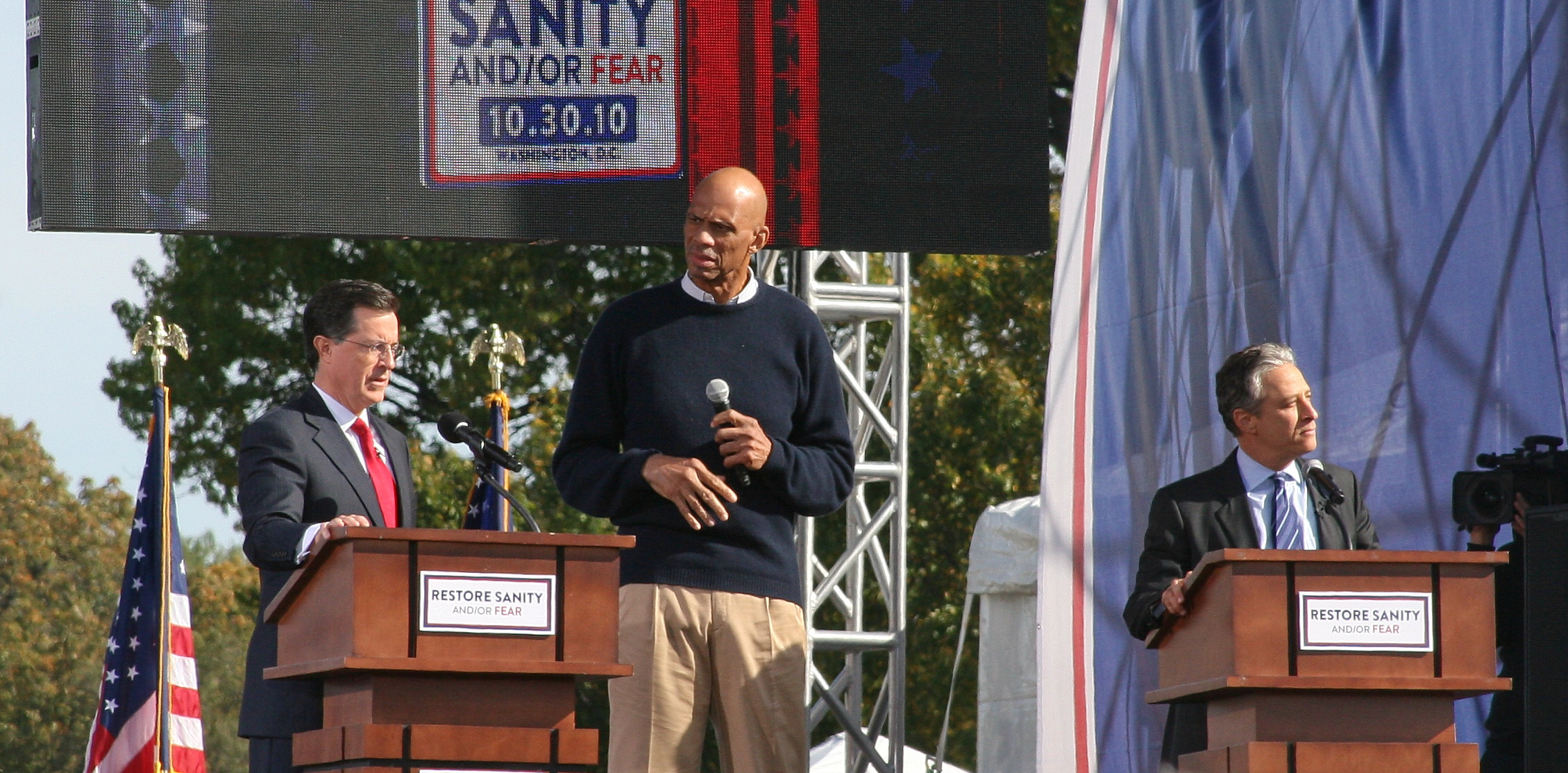
Abdul-Jabbar (centro) no Rally para Restaurar Sanidade e / ou Medo com os anfitriões da Comedy Central, Stephen Colbert e Jon Stewart

Abdul-Jabbar teve inúmeras outras aparições na televisão e no cinema, muitas vezes representando ele mesmo. Ele teve papéis em filmes como Fletch, Troop Beverly Hills e Forget Paris, e séries de televisão como Full House, Living Single, Amen, Everybody Loves Raymond, Martin, Diff'rent Strokes (sua altura contrastou humoristicamente com a de uma criança interpretada por Gary Coleman), The Fresh Prince of Bel-Air, Scrubs, 21 Jump Street, Emergency!, Man from Atlantis e New Girl. Abdul-Jabbar interpretou um gênio em uma lâmpada em um episódio de 1984 de Tales from the Darkside. Ele também se apresentou no episódio de 10 de fevereiro de 1994 da série de televisão de desenho animado In Living Color.
Ele também apareceu na versão televisiva de The Stand, de Stephen King, interpretou o Arcanjo do Basquete em Slam Dunk Ernest, e teve uma breve aparição sem falar no BASEketball. Abdul-Jabbar também foi o produtor co-executivo do filme de TV de 1994, Road to Freedom: The Vernon Johns Story. Ele se dublou em um episódio de 2011 de Os Simpsons, intitulado "O amor é uma coisa estrangulada". Ele desempenhou um papel recorrente na série da NBC, Guys with Kids, que foi ao ar de 2012 a 2013. Para a Al Jazeera, ele expressou seu desejo de ser lembrado não apenas como jogador, mas alguém que tinha muitos talentos e os usava.
Em abril de 2018, Abdul-Jabbar foi anunciado como uma das celebridades que competiram na temporada 26 de Dancing with the Stars. Ele fez uma parceria com a dançarina profissional Lindsay Arnold.
Em fevereiro de 2019, ele apareceu no episódio 16 da temporada 12 de The Big Bang Theory, "The D&D Vortex".
Abdul-Jabbar é o produtor executivo da série do canal History, Black Patriots: Heroes of the Revolution.

## Escrita e ativismo

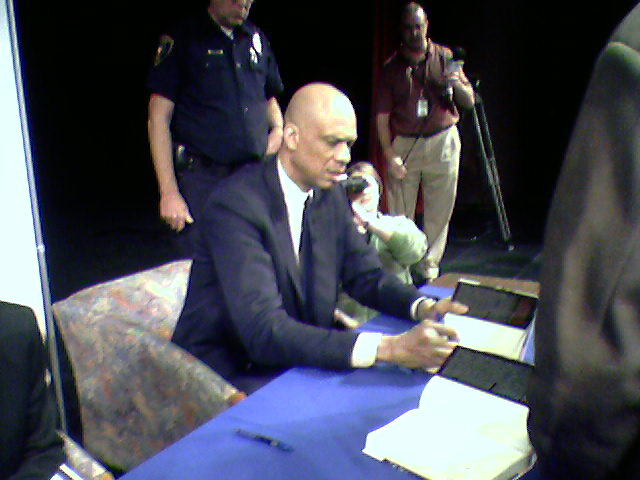
Abdul-Jabbar em um livro assinado em 2007

Abdul-Jabbar também é um autor best-seller e crítico cultural. Seu primeiro livro, sua autobiografia Giant Steps, foi escrito em 1983 com o co-autor Peter Knobler. Outros livros escritos incluem On the Shoulders of Giants: My Journey Through the Harlem Renaissance, co-escrita com Raymond Obstfeld e Brothers in Arms: The Epic. História do 761º Batalhão de Tanques, Forgotten Heroes da Segunda Guerra Mundial, co-escrita com Anthony Walton, que é uma história de uma unidade blindada toda negra que serviu com distinção na Europa.
Abdul-Jabbar também tem contribuído regularmente para discussões sobre questões de raça e religião, entre outros tópicos, em revistas nacionais e na televisão. Ele escreveu uma coluna regular para a Time, por exemplo, e apareceu no Meet the Press no domingo, 25 de janeiro de 2015, para falar sobre uma coluna recente, que apontava que o Islã não deve ser responsabilizado pelas ações de extremistas violentos, assim como o cristianismo não foi responsabilizado pelas ações de extremistas violentos que professam o cristianismo. Quando perguntado sobre ser muçulmano, ele disse: "Não tenho nenhuma suspeita sobre minha fé. Estou muito preocupado com as pessoas que afirmam ser muçulmanas que estão matando pessoas e criando todo esse caos no mundo. Isso não é sobre o que é o Islã e não deve ser o que as pessoas pensam quando pensam nos muçulmanos. Mas cabe a todos nós fazer algo sobre tudo isso."
Em novembro de 2014, Abdul-Jabbar publicou um ensaio na revista Jacobin pedindo uma justa compensação para atletas universitários, escrevendo: "Em nome da justiça, devemos pôr um fim à servidão contratada dos atletas universitários e começar a pagar a eles o que valem."
Em 2007, Abdul-Jabbar participou do comercial nacional de ex-alunos da UCLA, intitulado "My Big UCLA Moment". O comercial da UCLA é apresentado no YouTube.
Em 10 de fevereiro de 2011, Abdul-Jabbar estreou seu filme On the Shoulders of Giants, documentando a tumultuada jornada do famoso time de basquete profissional do Harlem Renaissance na Science Park High School, em Newark, Nova Jersey. O evento foi transmitido ao vivo por toda a escola, cidade e estado.
Comentando a proibição de viagem de Donald Trump em 2017, ele a condenou veementemente, dizendo: "A ausência de razão e compaixão é a própria definição de puro mal, porque é uma rejeição de nossos valores sagrados, destilados por milênios de luta".

## Compromissos do governo

### Embaixador cultural

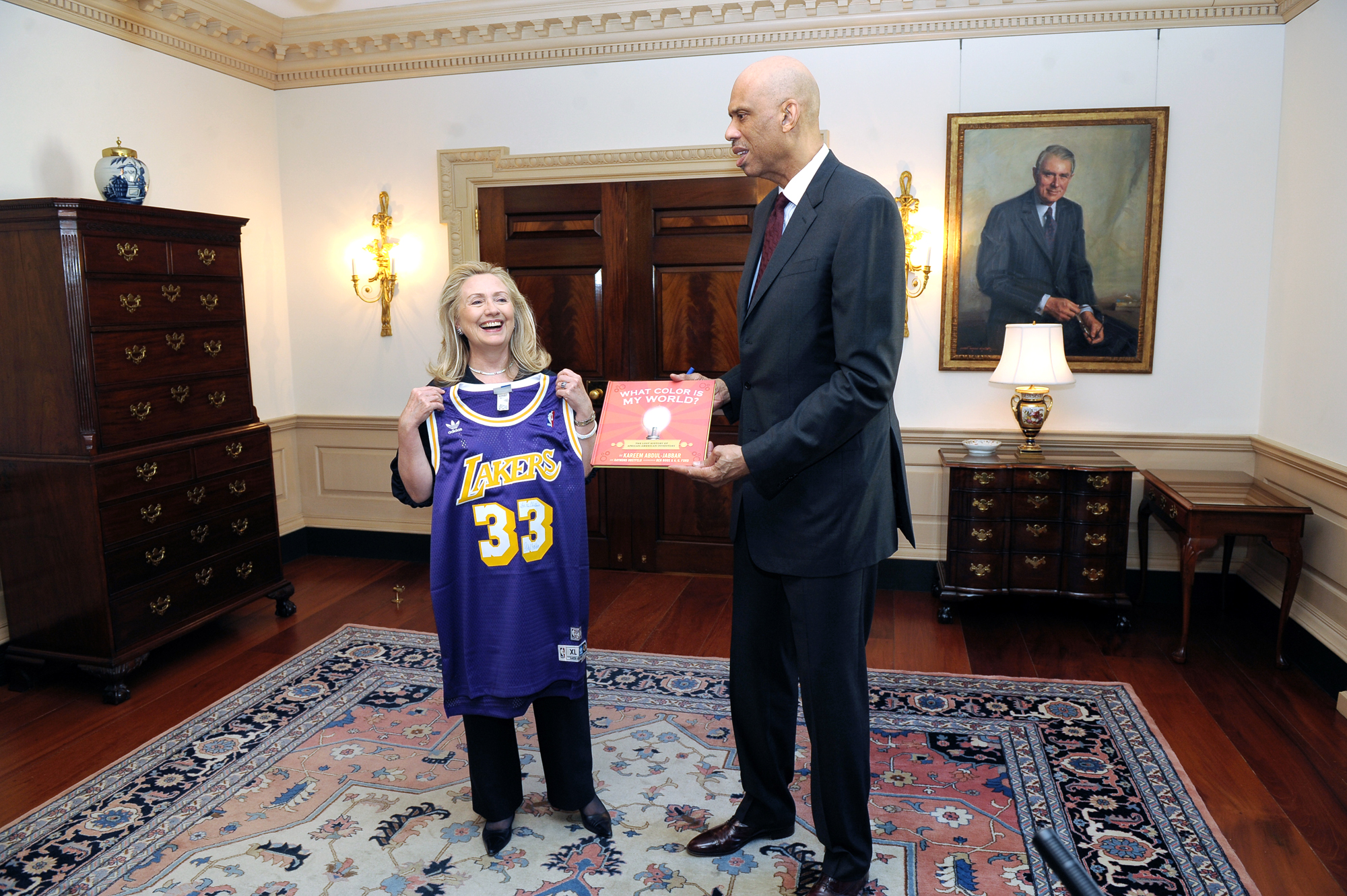
Hillary Clinton e Abdul-Jabbar, 2012

Em janeiro de 2012, a secretária de Estado dos Estados Unidos, Hillary Clinton, anunciou que Abdul-Jabbar havia aceitado um cargo de embaixador cultural dos Estados Unidos.
Durante a conferência de imprensa do anúncio, Abdul-Jabbar comentou sobre o legado histórico dos afro-americanos como representantes da cultura americana. Como parte desse papel, ele viajou para o Brasil para promover a educação dos jovens locais.

### Conselho do Presidente de Fitness, Esportes e Nutrição
O ex-presidente Barack Obama anunciou em seus últimos dias de mandato que nomeou Abdul-Jabbar, juntamente com Gabrielle Douglas e Carli Lloyd, para o Conselho do Presidente em Fitness, Esportes e Nutrição.

### Comitê Consultivo para a Cunhagem de Cidadãos
Em janeiro de 2017, Abdul-Jabbar foi nomeado para o Comitê Consultivo para a Cunhagem do Cidadão pelo secretário do Tesouro dos Estados Unidos, Steven Mnuchin. Segundo a Casa da Moeda dos Estados Unidos, Abdul-Jabbar é um grande colecionador de moedas cujo interesse pela vida de Alexander Hamilton o levou ao hobby. Ele renunciou em 2018 devido ao que a Casa da Moeda descreveu como "obrigações pessoais crescentes".

## Vida pessoal
Abdul-Jabbar conheceu Habiba Abdul-Jabbar (nascido Janice Brown) em um jogo dos Lakers durante seu último ano na UCLA. Eles acabaram se casando e juntos tiveram três filhos: Habiba, Sultana e Kareem Jr.
Abdul-Jabbar e Janice se divorciaram em 1978. Ele tem outro filho, Amir, com Cheryl Pistono. Outro filho, Adam, apareceu com ele no seriado de TV, Full House.

### Religião e nome
Aos 24 anos em 1971, ele se converteu ao Islã e se tornou Kareem Abdul-Jabbar, que significa "nobre servo do Todo-Poderoso". Ele foi nomeado por Hamaas Abdul Khaalis. Abdul-Jabbar comprou e doou uma casa em Washington, DC, para Khaalis usar como Centro Hanafi Madh-Hab. Eventualmente, Kareem descobriu que discordava de alguns dos ensinamentos de Hamaas sobre o Alcorão e eles se separaram. Ele então estudou o Alcorão por conta própria e "emergiu dessa peregrinação com minhas crenças esclarecidas e minha fé renovada".
Abdul-Jabbar falou sobre o pensamento que estava por trás de sua mudança de nome quando ele se converteu ao Islã. Ele afirmou que estava "agarrando-se a algo que fazia parte da minha herança, porque muitos dos escravos que foram trazidos para cá eram muçulmanos. Minha família foi trazida para a América por um fazendeiro francês chamado Alcindor, que veio de Trinidad no dia 18. Meu povo era iorubá e sua cultura sobreviveu à escravidão. Meu pai descobriu isso quando eu era criança e me deu tudo que eu precisava para saber. Quando eu era criança, ninguém acreditava em algo positivo que você pudesse dizer sobre os negros. E isso é um fardo terrível para os negros, porque eles não têm uma ideia precisa de sua história, que foi suprimida ou distorcido".

### Problemas de saúde
Abdul-Jabbar sofre de enxaqueca e seu uso de maconha para reduzir os sintomas teve implicações legais.
Em novembro de 2009, Abdul-Jabbar anunciou que estava sofrendo de uma forma de leucemia no sangue e na medula óssea. A doença foi diagnosticada em dezembro de 2008, mas Abdul-Jabbar disse que sua condição pode ser tratada com medicamentos orais diariamente, consultando seu especialista a cada dois meses e analisando seu sangue regularmente. Ele expressou em uma entrevista coletiva de 2009 que não acreditava que a doença o impediria de levar uma vida normal. Abdul-Jabbar é agora porta-voz da Novartis, a empresa que produz seu medicamento contra o câncer, Gleevec.
Em fevereiro de 2011, Abdul-Jabbar anunciou via Twitter que sua leucemia havia desaparecido e que ele estava "100% livre de câncer". Alguns dias depois, ele esclareceu sua distorção: "Você nunca está realmente livre de câncer e eu deveria saber disso", disse Abdul-Jabbar. "Meu câncer agora está no mínimo absoluto".
Em abril de 2015, Abdul-Jabbar foi internado no hospital quando foi diagnosticado com uma doença cardiovascular. Mais tarde naquela semana, em seu 68º aniversário, ele foi submetido a uma cirurgia quádrupla de revascularização do miocárdio no Centro Médico da UCLA.

### Honras não atléticas
Em 2011, Abdul-Jabbar foi premiado com a Medalha de dupla hélice por seu trabalho na conscientização para a pesquisa do câncer. Também em 2011, Abdul-Jabbar recebeu um diploma honorário do Instituto de Tecnologia de Nova York.

No final de 2016, Abdul-Jabbar foi premiado com a Medalha Presidencial da Liberdade pelo atual presidente dos EUA, Barack Obama.